# سفر کارما
سفر کارما یک فیلم هندی محصول سال ۲۰۱۸ با بازی پونام پاندی و شاکتی کاپور به کارگردانی جگبیر داهیا و نویسندگی روپش پل است. این فیلم در ۲۶ اکتبر ۲۰۱۸ منتشر شد.
موسیقی این فیلم توسط نیشانت سالیل و اونکار مینهاس ساخته شده‌است.

## داستان
داستان یک دختر زاغه‌نشین است که در تحصیل خوب است و سعی می‌کند رویاهای خود را دنبال کند تا در آمریکا کار کند. او در سفری پر از پیچ و خم، شگفتی و هوس با پیرمردی مرموز هم سفر می‌شود. در سفر کارما پونام پاندی در نقش کارما دسوزا و شاکتی کاپور در نقش ماهک دی. شوکلا نقش آفرینی کرده‌است.